# Grantessa shimoda
Grantessa shimoda är en svampdjursart som beskrevs av Tanita 1942. Grantessa shimoda ingår i släktet Grantessa och familjen Heteropiidae.
Artens utbredningsområde är havet kring Japan. Inga underarter finns listade i Catalogue of Life.